# Live in San Francisco
„Live in San Francisco“ е концертен албум на американския китарист Джо Сатриани, издаден през 2001 г.
По време на концерта, когато е обявено името на Стю Хам се чуват звуци, сякаш публиката го освирква. Всъщност не го освиркват, а викат „Стюююю“. В края на 80-те, след един концерт, когато е обявено името на басиста, феновете започват да скандират „Хам, Хам, Хам“, а Стив Вай грабва микрофона и изкрещява „Стюююю“. Оттогава този вик е станал характерен. В бележките към албума Сатриани се шегува: „Викат „Стю“, понеже го обичат“ (на английски се получава игра на думи, която звучи така: „Варя̀т го, понеже го обичат“.).

### Диск едно
1. „Time“ – 8:10
2. „Devil's Slide“ – 4:44
3. „The Crush of Love“ – 5:04 (Сатрини, Джон Куниберти)
4. „Satch Boogie“ – 5:28
5. „Borg Sex“ – 5:28
6. „Flying in a Blue Dream“ – 6:41
7. „Ice 9“ – 4:54
8. „Cool #9“ – 6:16
9. „Circles“ – 4:20
10. „Until We Say Goodbye“ – 5:36
11. „Ceremony“ – 5:57
12. „The Extremist“ – 3:39
13. „Summer Song“ – 8:45

### Диск две
1. „House Full of Bullets“ – 6:55
2. „One Big Rush“ – 4:06
3. „Raspberry Jam Delta-V“ – 6:53
4. „Crystal Planet“ – 6:02
5. „Love Thing“ – 3:48
6. „Bass Solo“ – 6:28 (Стюарт Хам)
7. „The Mystical Potato Head Groove Thing“ – 6:24
8. „Always with Me, Always with You“ – 3:50
9. „Big Bad Moon“ – 6:32
10. „Friends“ – 4:07
11. „Surfing with the Alien“ – 9:17
12. „Rubina“ – 8:08

## Състав
- Джо Сатриани – китара
- Стюарт Хам – бас
- Ерик Клодьо – клавишни, ритъм китара
- Джеф Кампители – барабани, перкусия